# Garrafa

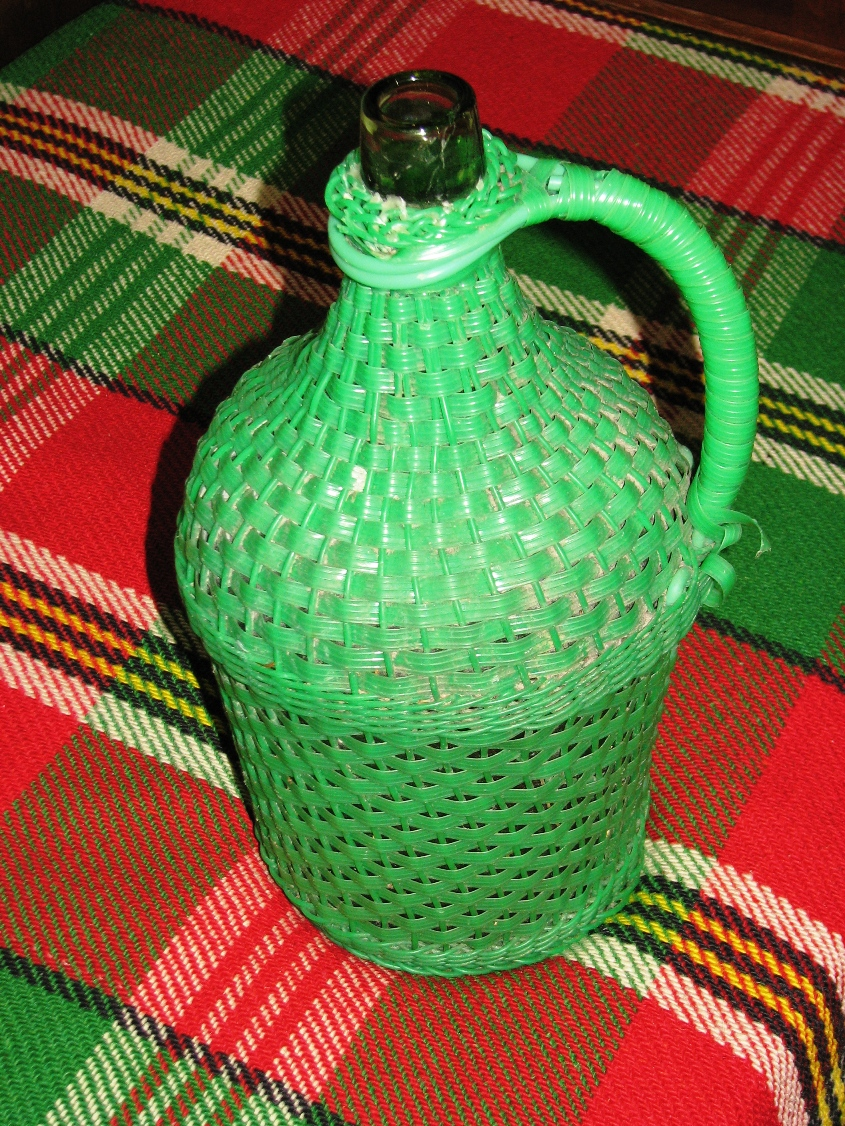
Una garrafa búlgara.

Una garrafa o marraixa és una ampolla ampla, de coll curt, que sovint va revestida si és de vidre. El revestiment és tradicionalment de vímets, d'espart i altres materials vegetals i modernament de materials plàstics. La funció del revestiment és la de fer-les menys fràgils davant possibles cops. En català també es pot anomenar damajoana. En francès s'anomena «dame-jeanne» i s'explica aquest nom per la invenció d'un vidrer (1347) que la dedicà a la reina francesa Joana. En castellà també se'n diu Damajuana i en italià Damigiana. En altres idiomes (alemany, neerlandès...) també es fan servir, com a sinònims, paraules derivades de Dame-jeanne
L'etimologia de garrafa potser prové de l'àrab qarâba = 'atuell per a transportar aigua'
És possible però que en italià damigiana no derivi del francès sinó de l'occità provençal demeg i aquest del llatí tardà * demedius pel llatí clàssic dīmidius, "mig", o de l'àrab damajān, un recipient d'argila que prové de la ciutat persa de Damghan.
Poden portar nanses, especialment les que contenen oli.
Les garrafes poden ser de vidre o de ceràmica i també de plàstic.
La capacitat d'una garrafa pot variar usualment entre els 2 i els 40 litres.
A més d'utilitzar-se pel transport i emmagatzemament de líquids sovint es fan servir per fermentar per exemple per a fer vi o cervesa.

En els laboratoris moderns les garrafes estan fetes de plàstic però encara es fan servir les fetes de vidres resistents com els vidres fèrrics i altres que siguin immunes a la corrosió pels àcids o a les taques. En els laboratoris es fan servir per emmagatzemar líquids solvents o aigua desionitzada. També es fan servir per emmagatzemar els solvents sobrers.